# Elizabetha bicolor
Elizabetha bicolor är en ärtväxtart som beskrevs av Adolpho Ducke. Elizabetha bicolor ingår i släktet Elizabetha och familjen ärtväxter.

## Underarter
Arten delas in i följande underarter:
- E. b. bicolor
- E. b. velutina